# Aiphanes tricuspidata
Aiphanes tricuspidata là loài thực vật có hoa thuộc họ Arecaceae. Loài này được Borchs., M.Ruíz & Bernal mô tả khoa học đầu tiên năm 1989.